# 卷棚顶

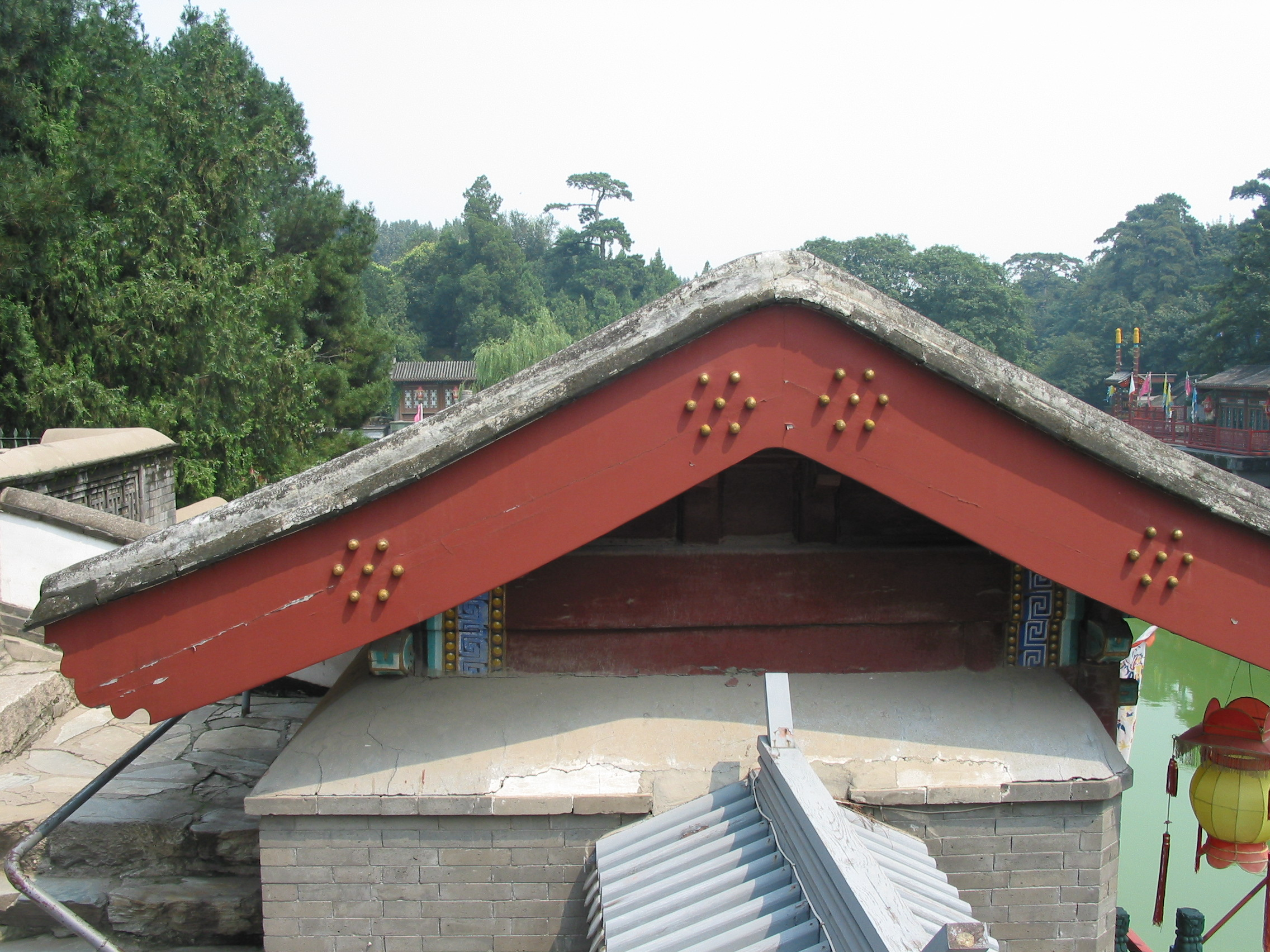
颐和园苏州街的悬山式卷棚顶建筑

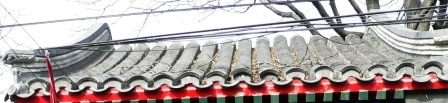
北京四合院的卷棚顶

卷棚顶，即卷棚式屋顶，又称元宝顶，是中国传统建筑、朝鮮傳統建築、越南傳統建築的一种屋顶样式。
卷棚顶是两坡出水，其特征在于前后两坡相接处没有明显外露的正脊，而是成弧线曲面。根据左右山墙的悬山式和硬山式不同，卷棚顶可分为悬山卷棚、硬山卷棚，另外，卷棚顶也可以是歇山式，因此可以看作是歇山、悬山、硬山的变形。
卷棚顶线条流畅、风格平缓，在中國多用于园林建筑以及宫殿中宦官、佣人等所居的边房。承德避暑山庄宫殿区建筑都采用了卷棚顶，以表现此为离宫，和正式宫廷相区分。
朝鮮昌德宮作為王妃寢殿的大造殿也使用捲棚頂。

## 功能
一般认为，卷棚省略了屋顶的大脊，好处是降低了屋顶高度，减少了木料的浪费。另一方面也是出于规避礼制的需要。高等级的屋顶样式，比如带正脊的歇山顶，一般人家是无权使用的，但卷棚歇山顶对此就不限制。

## 起源
卷棚顶脱胎于宋代的卷棚廊，在明清单体建筑上大范围应用。